# Agustín Ramos Calero
Agustín Ramos Calero (2 juin 1919 - 10 février 1989) est sergent de première classe qui a reçu 22 décorations et médailles de l'armée américaine pour ses actions pendant la Seconde Guerre mondiale, devenant ainsi le soldat portoricain et hispanique le plus décoré dans l'armée américaine pendant cette guerre,.